# Alejandro Tapia y Rivera

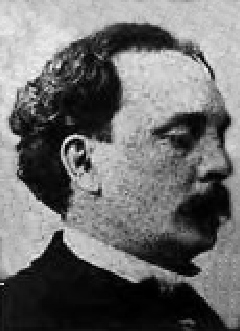

Alejandro Tapia y Rivera (12 de novembro de 1826 - 19 de julho de 1882) foi um poeta, dramaturgo, ensaísta e escritor porto-riquenho. Tapia é considerado o pai da literatura de Porto Rico e a pessoa que mais contribuiu para o avanço cultural da literatura de Porto Rico. Além de seus escritos, ele também foi um fervoroso abolicionista.